# 勞軍捐
勞軍捐或稱外匯附勸捐款是由內政部核准、財政部函令(來源請求)由外匯銀行於結匯時，向民營生產事業與貿易商收取的特殊捐款，並非稅金由外匯銀行匯給台北市、高雄市或臺灣省各地方進出口商業同業公會專戶，各地方進出口公會再匯款到婦聯會國防部軍人之友社編列預算的專戶，為勞軍所發起的捐款。捐款對象為中華民國國軍，由臺灣省進出口商業同業公會辦理。
凡是廠商於非民生必需品進口貨物辦理結匯時，「自行」依據現已廢止之《統一捐募運動辦法》 ，每結匯1美元即「自動」捐款新台幣5角，徵收期間從1955年－1981年規費5角，1981年起降為3角，1987年5月起再降為2角，直至1989年7月1日取消。
注意：所得稅法第36條規定並非勞軍捐之法律依據。

## 用途
捐款三分之一交由婦聯會作為勞軍活動經費，興建眷村5萬3000多戶、華興小學、振興醫院，以及華視成立營運資本，黎明文化事業基金會與國軍同袍儲蓄會作業基金會等。另外三分之二分別由中華民國軍人之友社（主管機關為中華民國國防部）及臺灣省進出口商業同業公會統籌辦理。

## 徵收方式
1955年－1981年，每進口1美金的貨物，就必須繳交新台幣5角的勞軍捐；
1981年-1987年5月每進口1元美金的外國貨品，則須繳交新台幣3角；
1987年6月－1989年，則下降至新台幣2角。
1970年代中華民國退出聯合國及中美斷交之後，為了保住台灣，台灣許多商品依據《財政收支劃分法》第18條都會將附加捐反應在成本上，並直接向消費者徵收。
但勞軍捐非屬賦稅或附加捐。

### 隨票附勸
除了對進出口廠商收取勞軍捐以外，戲院電影票的售價中，以娛樂不忘救國的理念隨票收取勸募軍眷住宅經費則稱為隨票附勸，電影票根會印上「全票x元，外含附加勞軍捐x元」字樣，徵收期間為1956年7月1日至1957年6月底止，由台灣省財政廳通令台北、基隆、台中、台南、高雄、彰化、嘉義、新竹等九縣市稅捐稽徵處共同徵收，後期經台灣省議會改為勞軍救災勸募，期間為1957年7月1日至1958年6月底止。所得款項交由婦聯總會、軍有總社與大陸救災總會供勞軍救災用途。

## 經費爭論
2007年4月24日，民進黨立法委員余政道指控，婦聯會收取的勞軍捐是國家的財產，應該還給全民。
2017年2月17日，對於外界質疑婦聯會成立是拿政府的「勞軍捐」，婦聯會主委辜嚴倬雲表示，所謂的「勞軍捐」，是進出口商業同業公會的捐款，不是國家的稅捐。當時主要工作，是幫國軍興建眷舍，讓國軍官兵沒有後顧之憂，另外就是幫忙照顧許多當時的孤兒。 。

## 金額估算
因為勞軍捐由外匯銀行、進出口公會與婦聯會專戶執行，並無政府監督管理統計的收支明細，依據2007年行政院估計1955年至1989年的勞軍捐總計金額達到969億329萬元新台幣，換算成2007年新台幣匯率變動後價值達4,606億5,250萬新台幣。